# Fédération autrichienne de judo
La Fédération autrichienne de judo (Österreichischer Judoverband - ÖJV) est l'organisme national pour le judo en Autriche. Le président est Hans-Paul Kutschera. Le secrétaire général est Paul Fiala. Le siège se trouve à Vienne. La Fédération autrichienne de judo est affiliée à la Fédération internationale de judo et à l'Union européenne de judo.

## Judokas autrichiens
- Peter Seisenbacher (né le 25 mars 1960), champion olympique
- Claudia Heill (1982-2011), vice-championne olympique
- Michaela Polleres, vice-championne olympique et médaillé de bronze olympique
- Ludwig Paischer, vice-championne olympique
- Shamil Borchashvili, Médaillé de bronze olympique
- Josef Reiter, Médaillé de bronze olympique

## Site
- Österreichischer Judoverband